# Leptasthenura striolata
El tijeral brasileño o coludito estriado (Leptasthenura striolata), es una especie de ave paseriforme de la familia Furnariidae perteneciente al género Leptasthenura. Es endémica del sur de Brasil. 

## Distribución y hábitat
Se distribuye por la región sur de Brasil, desde el estado de Paraná hacia el sur hasta el norte de Rio Grande do Sul.
Esta especie es considerada bastante común en una variedad de hábitats boscosos y arbustivos entre los 500 y 1500 m de altitud. Prefiere el dosel de bosques de Araucaria angustifolia, donde puede ser sintópico con el tijeral de las araucarias (Leptasthenura setaria).

## Sistemática

### Descripción original
La especie L. striolata fue descrita por primera vez por el ornitólogo austríaco August von Pelzeln en 1856 bajo el nombre científico de Synallaxis striolata; la localidad tipo es: «Curitiba, Paraná, Brasil».

### Etimología
El nombre genérico femenino «Leptasthenura» se compone de las palabras del griego «leptos»: fino, «asthenēs»: débil, y «oura»: cola, significando «de cola fina y débil»; y el nombre de la especie «striolata», deriva del latín moderno «striolatus»: finamente listado, finamente estriado.

### Taxonomía
Los estudios genéticos demuestran que la presente es pariente cercana a Leptasthenura platensis, y que el par formado por ambas es hermano de L. setaria. Es monotípica.